# Редфілд (Нью-Йорк)
Редфілд (англ. Redfield) — місто (англ. town) в США, в окрузі Освіго штату Нью-Йорк. Населення — 476 осіб (2020).

## Демографія
Згідно з переписом 2010 року, у місті мешкало 550 осіб у 220 домогосподарствах у складі 159 родин. Було 697 помешкань
Расовий склад населення:
| - 98,2 % — білих - 0,4 % — корінних американців - 0,2 % — чорних або афроамериканців |

До двох чи більше рас належало 1,3 %. Частка іспаномовних становила 0,5 % від усіх жителів.
За віковим діапазоном населення розподілялося таким чином: 21,3 % — особи молодші 18 років, 65,8 % — особи у віці 18—64 років, 12,9 % — особи у віці 65 років та старші. Медіана віку мешканця становила 43,5 року. На 100 осіб жіночої статі у місті припадало 103,7 чоловіків;  на 100 жінок у віці від 18 років та старших — 109,2 чоловіків також старших 18 років.
Середній дохід на одне домашнє господарство  становив 53 916 доларів США (медіана — 50 688), а середній дохід на одну сім'ю — 63 136 доларів (медіана — 55 833). Медіана доходів становила 43 500 доларів для чоловіків та 35 417 доларів для жінок. За межею бідності перебувало 14,8 % осіб, у тому числі 16,1 % дітей у віці до 18 років та 10,2 % осіб у віці 65 років та старших.
Цивільне працевлаштоване населення становило 194 особи. Основні галузі зайнятості: освіта, охорона здоров'я та соціальна допомога — 20,1 %, будівництво — 20,1 %, виробництво — 14,9 %, публічна адміністрація — 13,4 %.